# Chan-Chentii-Schutzgebiet
Das Chan-Chentii-Schutzgebiet (mong. Хан хэнтий дархан цаазат газар) ist ein Schutzgebiet im Norden der Mongolei an der russischen Grenze, das zu den besonders geschützten Gebieten der Mongolei zählt. Im Süden grenzt es an das Reservat des Gorchi-Tereldsch-Nationalparks, der wiederum direkt nördlich von Ulaanbaatar liegt. Das Reservat wurde 1992 gegründet und schützt eine Fläche von etwa 13.000 Quadratkilometern. 70 % davon sind mit Wäldern bedeckt. Berge wie das Chentii-Gebirge tragen zur landschaftlichen Vielfalt des Gebietes bei. Dadurch beherbergt es eine Reihe großer Säugetiere, wie Maralhirsche, Rehe, Moschustiere, Wildschweine und Steinböcke. Am Oberlauf des Onon, der im Reservat entspringt, soll der Mongolenherrscher Dschingis Khan geboren worden sein. 